# 85
Năm 85 là một năm trong lịch Julius. 